# Gao Xingjian
Pour les articles homonymes, voir Gao.
Dans ce nom chinois, le nom de famille, Gao, précède le nom personnel.
Gao Xingjian (chinois : 高行健 ; pinyin : Gāo Xíngjiàn), né le 4 janvier 1940 à Ganzhou en Chine, est un écrivain, dramaturge, metteur en scène et peintre français et chinois. Il a obtenu le prix Nobel de littérature en 2000.

## Biographie
Gao Xingjian grandit durant les répercussions de l'invasion japonaise en Chine orientale. Son père est banquier et sa mère actrice amatrice. C'est elle qui éveille très tôt l'intérêt de son fils pour les arts de la scène et l'écriture.
Il reçoit une formation de base dans les écoles de la République populaire et obtient un diplôme de français en 1962 à l'Institut des langues étrangères de Pékin. Il lit Nathalie Sarraute et traduit en mandarin des auteurs comme Eugène Ionesco, Jacques Prévert et Henri Michaux qui font découvrir les thèmes et l'esthétique de la littérature occidentale contemporaine à ses compatriotes : des flux de conscience à l'absurde.
Lors de la révolution culturelle, il est envoyé durant six ans en camp de rééducation à la campagne et se voit forcé de brûler une valise dans laquelle il avait dissimulé plusieurs manuscrits. Il n'est autorisé à partir à l'étranger qu'après la mort de Mao, en 1979. Il se rend alors en France et en Italie. Entre 1980 et 1987, il publie des nouvelles, des essais et des pièces de théâtre mais son avant-gardisme et sa liberté de pensée lui attirent les foudres du Parti communiste chinois. Ses théories littéraires, exposées dans Premier essai sur l'art du roman (1981) vont délibérément à l'encontre des dogmes d'État et du réalisme révolutionnaire prôné par le régime. Plusieurs de ses spectacles, expérimentaux et influencés par Bertolt Brecht, Antonin Artaud et Samuel Beckett sont montés au Théâtre populaire de Pékin et trouvent un large écho auprès du public (comme Signal d'alarme en 1982). La pièce absurde à grand succès Arrêt de bus (1983), virulente satire de la société pékinoise, est condamnée lors de la campagne contre « la pollution spirituelle ». Le caractère subversif de ses œuvres le confronte inéluctablement à la censure.
En 1985, L'Homme sauvage fait l'objet d'une grande polémique et suscite l'intérêt de l'opinion internationale. En 1986, L'Autre Rive est interdit de représentation. Pour éviter les représailles, il entreprend un périple de près d'un an dans la province du Sichuan et descend le cours du Yang Tsé Kiang jusqu'à la mer. En 1987, il est contraint à l'exil et est depuis déclaré persona non grata sur le territoire chinois. Il vit en France depuis 1988, où il a obtenu l'asile politique. En 1989, il quitte définitivement le Parti communiste chinois après la répression du mouvement étudiant par les chars sur la Place Tian'anmen. En 1998, il obtient la nationalité française.

### Décoration
- 1992 :  Chevalier de l'ordre des Arts et des Lettres
- 2022 :  Commandeur de la Légion d'honneur[4]. Chevalier par décret du 30 décembre 2000, reçu dans l'ordre en 2002.

## Quelques aspects de l'œuvre

### Œuvre littéraire
Il obtient le prix Nobel de littérature en 2000 pour « une œuvre de portée universelle, marquée d’une amère prise de conscience et d’une ingéniosité langagière, qui a ouvert des voies nouvelles à l’art du roman et du théâtre chinois. » Lors de l'annonce du prix, l'information n'est pas relayée dans les médias chinois.
Durant la réception du Nobel, Gao fait l'éloge de la liberté fondamentale de l'écrivain face au pouvoir, faisant en cela écho à la place de l'individu dans ses travaux, mise au-dessus de toutes les doctrines sur le groupe social. Son discours déplaît aux instances officielles de la République populaire qui continuent à censurer l'information de sa victoire et invoquent une décision politique de la part de l'Académie suédoise,. Plus tard, les autorités de Pékin associent l'auteur à la littérature française.
Son roman le plus célèbre est La Montagne de l'âme, odyssée dans la campagne du sud-ouest chinois mettant en scène un tissu d'histoires avec plusieurs personnages qui sont en fait les miroirs l'un de l'autre et les différentes facettes d'un même moi. Cette grande fresque romanesque prend pour point de départ le voyage, dans la Chine reculée, d'un narrateur-écrivain (Toi), rééduqué sous Mao. Sur des sentiers périlleux, situés entre le Tibet et les gorges du Yang Tsé Kiang, il fuit la ville, abandonne une civilisation corrompue et tente d'accéder à un pays inaccessible : la montagne de l'âme du titre où tout est resté à l'état originel. Sur les chemins de poussière, il circonscrit, par écrit ou par dessin, tous les détails de son errance, entre rencontres insolites, légendes, rêveries, questionnements métaphysiques et témoignages. Cette quête humaine sur les racines, la paix intérieure et la liberté, s'élargit sur des perspectives plus vastes et déstabilise constamment le lecteur par le biais d'un jeu vertigineux sur les pronoms personnels nominalisés (Toi, Moi...). Cette technique crypte les diverses strates énonciatives, brouille l'identité du ou des locuteurs et produit une désidentification aux personnages et au récit telle que la pratique le Nouveau roman,. Unissant territoires psychique, géographique et sacré, ce récit d'un temps pour soi, d'une introspection, concilie l'art narratif des contes chinois et les recherches formelles du roman occidental moderne. Il va délibérément à rebours des exigences politiques et artistiques du Parti communiste chinois.
Son autre grand récit, Le Livre d'un homme seul, est d'inspiration autobiographique. L'auteur y règle ses comptes avec la folie terrifiante d'une nation aveuglée par l'entreprise d'un despote dont il fut la victime lors de la révolution Culturelle. Son premier roman, Étoiles dans la nuit glacée, paru en 1979 et rattaché au mouvement de la littérature des cicatrices, dénonçait déjà les persécutions subies pendant cette époque.
Gao est également l'auteur de nouvelles, de poèmes et d'un opéra, La Neige en août. Quelques-unes de ses pièces de théâtre ont été écrites directement en français (publiées aux Éditions Lansman). Antinaturaliste, son théâtre s'axe sur le principe de distanciation brechtienne et trouve autant son mode d'expression dans l'avant-garde occidentale que dans la représentation chinoise ancestrale à l'instar du jeu de masques, ombres, danse-chant et tambours. Ses spectacles déconstruisent la perception d'un espace-temps logique et développent un langage verbal et chorégraphique burlesque et grotesque. Ses pièces expriment, dans une ambiance fiévreuse, les fantasmes et les obsessions contemporaines.

#### Commentaire
Clara Arnaud, dans son récit Sur les chemins de Chine, cite Gao Xingjiang : « Je ne sais pas que je ne comprends rien, je crois encore que je comprends tout. »

#### Portée de l’œuvre littéraire aujourd'hui
Dans l'introduction à l'édition (anglaise) de la pièce Ballade Nocturne, Gao a déclaré en 2008 à sa traductrice : 

« I think if a new ideology is to emerge in this [21st] century, it should originate with woman's perspective. »

Dès sa pièce de 1992, La Fuite, qui dénonçait la brutalité de la répression chinoise lors des événements de la place Tiananmen, l'auteur esquivait la question de l'engagement politique pour souligner les difficultés relationnelles entre une jeune actrice d'un côté, et deux hommes rivaux entre eux de l'autre: un jeune révolutionnaire, personnage sartrien, et un écrivain quelque peu cynique. À la fin de la pièce, la jeune femme s'exprimait ainsi : « Vous pleurnichez sur vos désirs inassouvis, mais vous ne permettez pas à la femme que vous possédez — ou que soi-disant vous aimez — d'exprimer ses propres désirs… sauf s'ils coïncident avec les vôtres. Vous transférez votre souffrance sur nos corps sans imaginer un instant que ces corps puissent être imprégnés de nos propres souffrances. Vous êtes égoïstes, égocentriques, ignobles…. »
Dans sa pièce suivante, Au bord de la vie, Gao ne gardait plus que le personnage de la jeune femme afin de développer un discours féminin fait de ressentiments et de revendications. Dans son roman autobiographique Le Livre d'un homme seul, on retrouve un même dialogue de sourd entre un homme et une femme: le narrateur-personnage chinois "Tu" et une jeune femme allemande d'origine juive. Ils sont amants mais, malgré cela, la femme est sans illusion : « Quand un homme désire une femme, il ne lui dit que des choses agréables à entendre, et quand il a fini de s'en servir, c'est fini. Et les femmes ont toujours besoin de cette illusion. Elles aiment se leurrer elles-mêmes. Pour toi, je suis encore fraîche, tu ne t'es pas encore suffisamment servi de moi, ça je le sais. »
Même si Gao s'attache à faire parler et à faire entendre des personnages féminins souffrant des hommes, on ne peut pas pour autant en faire un porte-parole de la cause féminine tant il semble souligner parfois la fragilité psychologique de ces personnages. Quoi qu'il en soit, écrites en chinois ou en français tout à la fin du siècle dernier, nombre de ses œuvres entrent en résonance avec les sociétés occidentales du début de ce siècle. Les mouvements féministes n'ont, pas plus que la critique littéraire française, perçu cet aspect central de l’œuvre écrite du dramaturge.

### Œuvre graphique

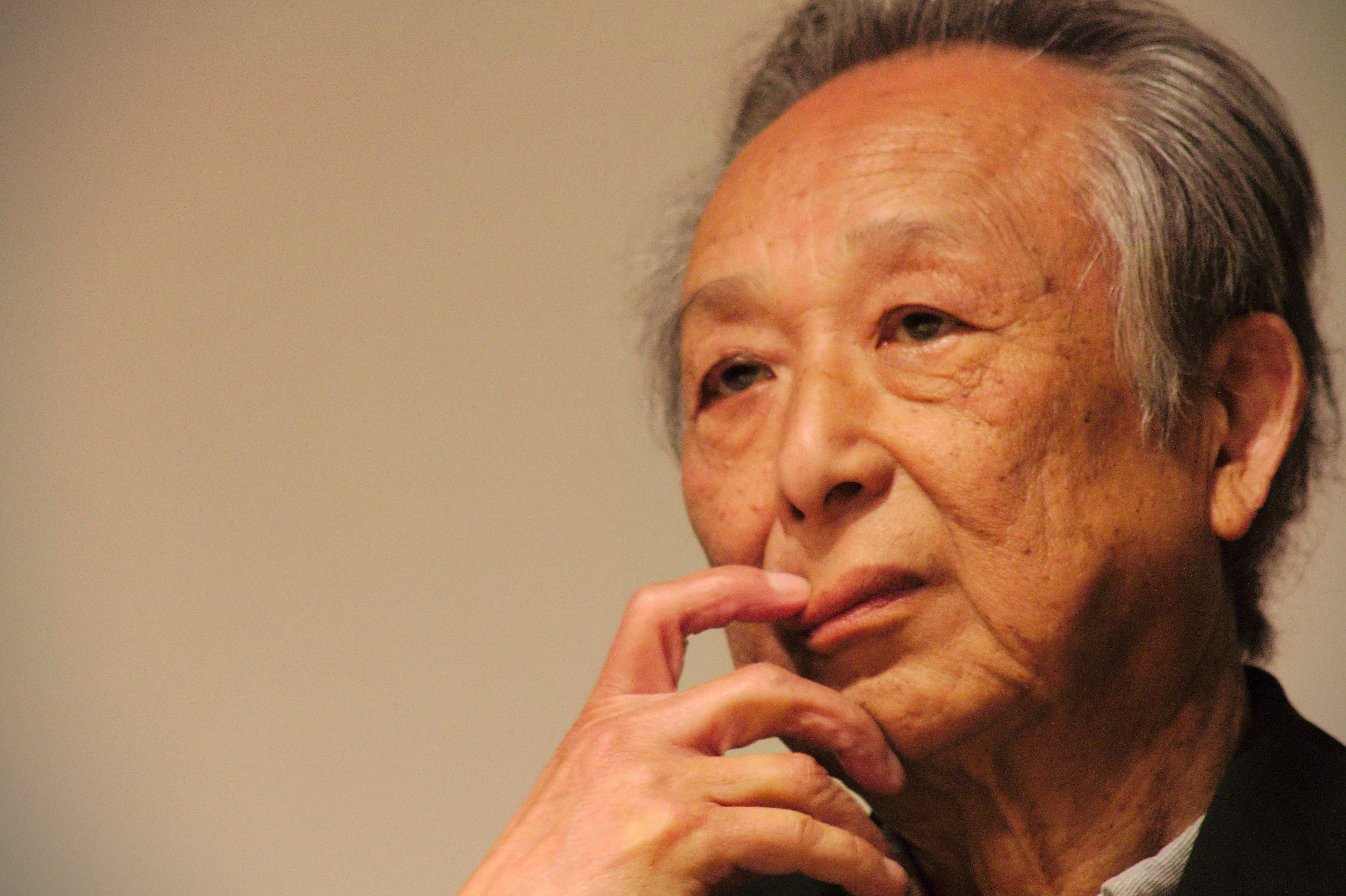
Gao Xingjian lors d'une conférence à Bruxelles en 2015.

En plus de son activité littéraire, Gao Xingjian est peintre. Ses premiers tableaux expriment obstinément une pénétrante menace rendue par les masses sombres, mais ils affirment la victoire ultime de la clarté, comme une thérapie pour en finir avec la Chine traumatique de l'enfance.

Il abandonne l'huile après 1978 pour se consacrer à l'encre : 

« Ma première visite à des musées européens, en 1978, a bouleversé mon rapport à l'art. Jamais je n'avais admiré de chefs-d'œuvre à l'huile en original. Quelle luminosité, quelle intensité, quelle onctuosité ! Ma propre palette m'a paru terne, opaque. L'histoire dont j'étais porteur ne pouvait me permettre de créer, de progresser avec les armes occidentales : j'ai abandonné l'huile pour l'encre. Depuis je m'attache à enrichir la pratique du monochrome noir, maîtrisé dès le VIIIe siècle par Wang Wei de façon si inventive que ses éternels zélateurs, aujourd'hui encore, l'imitent sans innover. »

Gao utilise des matériaux chinois traditionnels (papier de riz, pinceau en poil de chèvre) et module son encre noire en centaine de nuances. Cependant, il utilise aussi des techniques occidentales pour ses drapés, glacis translucides et effets de profondeur.
Réalisés à l’encre de Chine, ses tableaux, de toutes dimensions, conjuguent abstraction, figuration et panthéisme. Ses mystérieux et insolites paysages entraînent celui qui les regarde dans un voyage vers les abysses de l'âme. Ses toiles portent des noms évocateurs (Recueillement, Oubli, Surprise etc.) et ouvrent différentes propositions esthétiques : contours d’une nature saisie comme dans un clair-obscur, silhouette d’une femme drapée comme une « Vierge préhistorique » cheminant dans un paysage de rocaille, homme au corps lourd dont la tête fine se tend vers un soleil couchant (évoquant le thème de la contemplation romantique, présent chez Caspar David Friedrich).
Quelques-unes de ses œuvres sont reproduites en couverture de certains de ses livres.
En 2009, il signe Entre le ciel et l'eau, une création pour la revue d'art N° XIX.

## Œuvres

### Théâtre
- Signal d’alarme, 1982
- Arrêt d’autobus, 1983
- L’Homme sauvage, 1985
- L'Autre Rive, 1986
- La Fuite, 1992 - retraduction. et rééd. 2013
- Dialoguer interloquer, 1992
- Au bord de la vie, 1993 [écrite en français]
- Le Somnambule, 1995 [écrite en français]
- Quatre quatuors pour un week-end, 1999 [écrite en français]
- Théâtre I, 2000
- Le Quêteur de la mort, 2003 [écrite en français]
- Ballade nocturne, 2010 [écrite en français]
- Chroniques du classique des mers et des monts, 2012

### Opéra
- La Neige en août, 2002, musique de Xu ShuYa, créé à Taipei et à l'opéra de Marseille sous la direction du chef d'orchestre Marc Trautmann

### Romans et nouvelles
- Hanye de xingchen (Étoiles dans la nuit glacée) (roman), 1979, non traduit
- You zhi hezi jiao Hongchun (Une colombe appelée Lèvres Rouges) (roman), 1981, non traduit
- Une canne à pêche pour mon grand-père (nouvelles), 1989, traduction française : 1997
- La Montagne de l'âme (roman), 1990, traduction française : 1995
- Le Livre d'un homme seul (roman), 1999, traduction française : 2000
- L'Ami (nouvelle), 1981, traduction française : 2012 (dans le recueil La Montagne de l'âme. Une canne à pêche pour mon grand-père. Le Livre d'un homme seul. L'Ami. Vingt-cinq ans après. aux éditions du Seuil)
- Vingt-cinq ans après (nouvelle), 1982, traduction française : 2012

### Essais
- Premier essai sur l'art du roman moderne, 1981
- In Search of a Modern Form of Dramatic Representation, 1987
- Au plus près du réel (dialogues avec Denis Bourgeois), 1998
- La Raison d'être de la littérature (discours prononcé devant l'académie suédoise le 7 décembre 2000), 2000
- Pour une autre esthétique, 2001
- La Raison d'être de la littérature suivi de Au plus près du réel - Dialogues avec Denis Bourgeois, 2001
- Le Témoignage de la littérature, 2004 [écrit en français]
- De la Création, 2013
- L'Art d'un homme libre, 2017

### Poésie
- L'Errance de l'oiseau, 2003 [écrit en français]
- Esprit errant pensée meditative, Paris, Editions Caractères, 2016

### Films - ciné-poèmes
- La Silhouette sinon l'ombre, 2003
- Après le déluge, 2008
- Le Deuil de la beauté, 2013